# Igor Wladimirowitsch Glek
Igor Wladimirowitsch Glek (russisch Игорь Владимирович Глек; * 7. November 1961 in Moskau) ist ein russischer Schach-Großmeister, -trainer und -autor, der seit Mai 2022 für den belgischen Schachverband spielberechtigt ist.

## Leben
Igor Glek hat seit 1983 einen Abschluss in Wirtschaftsingenieurwesen von der Universität von Moskau. Bis 1986 arbeitete er als Kaufmann. Danach leistete er zwei Jahre lang Militärdienst in der Sowjetarmee. Seit 1989 ist er Schachprofi. Er wurde beim Berliner Sommer 1989 geteilter Zweiter hinter Viktor Gavrikov. Großmeister wurde er 1990. Im Jahre 1994 zog er nach Deutschland. Er ist Mitglied der Association of Chess Professionals. Seit 2010 trägt er die Titel FIDE Senior Trainer und International Organizer, seit 2015 ist er dazu FIDE Arbiter.

## Erfolge
Igor Glek gewann mehr als 100 internationale Schachturniere, zum Beispiel 1990 das World Open in Philadelphia, 1998 das Open in Wien, 1999 das Open in Utrecht und 2002 geteilt das Open in Zwolle. Mit der russischen Nationalmannschaft erreichte er bei der Mannschaftseuropameisterschaft 1997 in Pula den zweiten Platz.
Mit seiner bisher höchsten Zahl von 2670 im Juli 1996 gelangte er auf Platz 12 der FIDE-Weltrangliste.
Im Vierspringerspiel wird die Zugfolge 1. e4 e5 2. Sf3 Sc6 3. Sc3 Sf6 4. g3 als Glek-Variante bezeichnet.

## Vereine

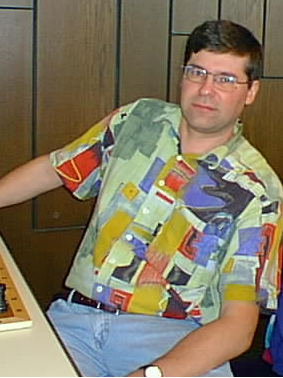
Igor Glek, 1998 bei den Dortmunder Schachtagen

In der deutschen Schachbundesliga spielte Glek in der Saison 1990/91 für den Bielefelder SK, von 1991 bis 1997 für die SG Bochum 31 und von 2003 bis 2012 für die Sportfreunde Katernberg; in der Saison 2022/23 spielt er beim SC Kreuzberg in der Oberliga Nord-Ost. In der Schweizer Nationalliga A spielte er von 2004 bis 2009 für den SK Mendrisio, mit dem er 2007 Schweizer Mannschaftsmeister wurde. In der niederländischen Meesterklasse spielte Glek bis 2001 für die Bussums Schaakgenootschap und von 2001 bis 2004 für BIS Beamer Team, in Frankreich bis 2009 für Vandœuvre Echecs. In Belgien spielt er seit 2003 für den KSK Rochade Eupen-Kelmis, mit dem er auch elfmal am European Club Cup teilnahm. Die russische Mannschaftsmeisterschaft gewann er 1996 mit Ladja Asow, später spielte er in Russland für Norilski Nikel Norilsk, mit dem er 2001 den European Club Cup gewann, Termosteps Samara und die Schachföderation Moskau.